# Журнал на Американската психоаналитична асоциация
Журналът на Американската психоаналитична асоциация (на английски: Journal of the American Psychoanalytic Association) е сред най-реномираните психоаналитични журнали в света.
Издава се веднъж на всеки 3 месеца. Съдържа публикации, които са ценен ресурс за психоаналитици, психолози, психиатри и други професионалисти по въпросите на душевното здраве.
Журналът публикува оригинални статии, изследвания, пленарни презентации, резюмета, коментари и осигурява задълбочени прегледи на съвременната литература.